# Brian Cox (herec)
Brian Denis Cox CBE (* 1. června 1946, Dundee, Skotsko) je skotský divadelní, filmový a televizní herec. Je členem divadelní společnosti Royal Shakespeare Company, díky které získal uznání za výkon v divadelní hře Král Lear. Za herecký výkon v seriálu Boj o moc (2018–2023) získal cenu Zlatý glóbus. Mimo to si zahrál ve filmech Statečné srdce (1995), Superpoldové (2001), Agent bez minulosti (2002), X-Men 2 (2003), Bournův mýtus (2004), Zrození Planety opic (2011). Byl prvním hercem, který zobrazil Hannibala Lectera ve filmu Červený drak (1986).

## Filmografie

### Filmy
| Rok  | Název                             | Role                      | Poznámky            |
| ---- | --------------------------------- | ------------------------- | ------------------- |
| 1971 | Mikuláš a Alexandra               | Leon Trockij              |                     |
| 1975 | In Celebration                    | Steven Shaw               |                     |
| 1986 | Červený drak                      | dr. Hannibal Lecter       |                     |
| 1990 | Tajné složky                      | Peter Kerrigan            |                     |
| 1993 | The Eye of Vichy                  | vypravěč                  |                     |
| 1994 | Velký závod                       | Angus McTeague            |                     |
| 1994 | Jutský princ                      | Æthelwine of Lindsey      |                     |
| 1995 | Rob Roy                           | Killearn                  |                     |
| 1995 | Statečné srdce                    | Argyle Wallace            |                     |
| 1996 | Řetězová reakce                   | Lyman Earl Collier        |                     |
| 1996 | Glimmer Man                       | pan Smith                 |                     |
| 1996 | Dlouhý polibek na dobrou noc      | dr. Nathan Waldman        |                     |
| 1997 | Sběratel polibků                  | Chief Hatfield            |                     |
| 1997 | Boxer                             | Joe Hamill                |                     |
| 1998 | Hranice zoufalství                | kapitán Jeremiah Cassidy  |                     |
| 1998 | Jak jsem balil učitelku           | dr. Nelson Guggenheim     |                     |
| 1999 | The Minus Man                     | Doug Durwin               |                     |
| 1999 | Válka gangů                       | Sean Wallace              |                     |
| 1999 | Hra snů                           | Gary Wheeler              |                     |
| 2000 | Spoluvina                         | inspektor McDunn          |                     |
| 2000 | Mambo                             | Sidney McLoughlin         |                     |
| 2000 | Sláva vítězům                     | Martin Smith              |                     |
| 2000 | Saltwater                         | George Beneventi          |                     |
| 2001 | Superpoldové                      | kapitán John O'Hagen      |                     |
| 2001 | L.I.E.                            | Velký John Harrigan       |                     |
| 2001 | Sinatra                           | Chisolm                   |                     |
| 2001 | Aféra s náhrdelníkem              | ministr Baron de Breteuil |                     |
| 2002 | Brouk                             | Cyr                       |                     |
| 2002 | Hráč                              | Jim Morris Sr.            |                     |
| 2002 | Agent bez minulosti               | Ward Abbott               |                     |
| 2002 | Kruh                              | Richard Morgan            |                     |
| 2002 | Adaptace                          | Robert McKee              |                     |
| 2002 | 25. hodina                        | James Brogan              |                     |
| 2002 | The Trials of Henry Kissinger     | vypravěč                  |                     |
| 2003 | X-Men 2                           | William Stryker           |                     |
| 2003 | The Reckoning                     | Tobias                    |                     |
| 2004 | Troja                             | Agamemnón                 |                     |
| 2004 | Bournův mýtus                     | Ward Abbott               |                     |
| 2005 | Match Point – Hra osudu           | Alec Hewett               |                     |
| 2005 | Noční let                         | Joe Reisert               |                     |
| 2005 | Bláznivá olympiáda                | Gary Barker               |                     |
| 2006 | Létající Skot                     | Douglas Baxter            |                     |
| 2006 | Hlava nehlava                     | dr. Finch                 |                     |
| 2007 | Zodiac                            | Melvin Belli              |                     |
| 2007 | Bitva o planetu Terra 3D          | generál Hemmer (dabing)   |                     |
| 2007 | Já a moje příšera                 | starý Angus               |                     |
| 2007 | Halloweenská noc                  | Pan Kreeg                 |                     |
| 2008 | Red                               | Avery Ludlow              |                     |
| 2008 | The Escapist                      | Frank Perry               |                     |
| 2008 | Agent Crush                       | Spanners (dabing)         |                     |
| 2008 | Střílej bez varování              | Daniel Tennant            |                     |
| 2009 | Scooby-Doo! and the Samurai Sword | Green Dragon (dabing)     |                     |
| 2009 | Tell-Tale                         | detektiv Van Doren        |                     |
| 2009 | Fantastický pan Lišák             | Dan Peabody (dabing)      |                     |
| 2009 | Dobré srdce                       | Jacques                   |                     |
| 2010 | Wide Blue Yonder                  | Wally                     |                     |
| 2010 | Red                               | Ivan Simanov              |                     |
| 2010 | Živý nebo mrtvý?                  | Reverend Kalahan          |                     |
| 2011 | Coriolanus                        | Menenius Agrippa          |                     |
| 2011 | Ironclad                          | William d'Aubigny         |                     |
| 2011 | The Veteran                       | Gerry                     |                     |
| 2011 | Zrození Planety opic              | John Landon               |                     |
| 2011 | Citizen Gangster                  | Glover Boyd               |                     |
| 2011 | Exit Humanity                     | Malcolm Young (dabing)    |                     |
| 2011 | The Revelation of the Pyramids    | vypravěč                  | dokument            |
| 2012 | Volte mě!                         | Raymond Huggins           |                     |
| 2012 | My City                           | novinář                   | krátkometrážní film |
| 2013 | Red 2                             | Ivan Simanov              |                     |
| 2013 | Blood                             | Lenny Fairburn            |                     |
| 2013 | Labyrint mysli                    | Sebastian                 |                     |
| 2013 | Ona                               | Alan Watts (hlas)         |                     |
| 2014 | Cesta za snem                     | Sir Matt Busby            |                     |
| 2014 | X-Men: Budoucí minulost           | William Stryker           | archivní záběry     |
| 2015 | Pixely                            | Admirál Porter            |                     |
| 2015 | Forsaken                          | James McCurdy             |                     |
| 2016 | The Carer                         | Sir Michael Gifford       |                     |
| 2016 | Tajemství smrti slečny Neznámé    | Tommy Tilden              |                     |
| 2017 | Bořek Stavitel: Obří stroje       | Conrad, Crunch (dabing)   |                     |
| 2017 | Churchill                         | Winston Churchill         |                     |
| 2017 | Kubrick By Candlelight            | vypravěč                  | krátkometrážní film |
| 2018 | Cézanne – Portréty jednoho života | Paul Cézanne (hlas)       |                     |
| 2018 | Superpoldové 2                    | kapitán John O'Hagan      |                     |
| 2018 | Zemřít šťastný                    | Rory MacNeil              |                     |
| 2018 | Přetvářka                         | Henry                     |                     |
| 2019 | Strange but True                  | Bill Erwin                |                     |
| 2019 | The Last Right                    | otec Reilly               |                     |
| 2019 | Vzpomeň si na mě                  | Shane                     |                     |
| 2020 | Last Moment of Clarity            | Gilles                    |                     |
| 2020 | Rebus: The Lockdown Blues         | John Rebus                | krátký film         |
| 2020 | The Bay of Silence                | Milton                    |                     |
| 2022 | Veterán                           | Ike Fletcher              |                     |
| 2024 | Pán prstenů: Válka Rohirů         | Helm Kladivo (dabing)     | postprodukce        |

### Televizní seriály
| Rok       | Název                         | Role               | Poznámky                                               |
| --------- | ----------------------------- | ------------------ | ------------------------------------------------------ |
| 1965      | The Wednesday Play            | Nelson             | díl: „A Knight in Tarnished Armour“                    |
| 1966      | Redcap                        | Vojín Carr         | díl: „Children Playing“                                |
| 1967      | The Gamblers                  | Micky              | díl: „The Bridge“                                      |
| 1968      | Thirty-Minute Theatre         | Lasar Opie         | díl: „The Year of the Sex Olympics“                    |
| 1969      | Z Cars                        | Ted Nuttall        | 2 díly                                                 |
| 1970      | ITV Saturday Night Theatre    | Phillip            | díl: „The Master and the Mask“                         |
| 1970      | Doomwatch                     | Bill Owen          | díl: „Hear No Evil“                                    |
| 1970      | Manhunt                       | Anton              | 3 díly                                                 |
| 1978      | The Devil's Crown             | Jindřich II.       | 7 dílů                                                 |
| 1978      | Out                           | Tony McGrath       | 3 díly                                                 |
| 1980      | Tereza Requinová              | Laurent LeClaire   | 3 díly                                                 |
| 1980      | Hammer House of Horror        | Chuck Spillers     | díl: „The Silent Scream“                               |
| 1982      | Minder                        | Frank McFadden     | díl: „In“                                              |
| 1992      | The Big Battalions            | Edward Hoyland     | 5 dílů                                                 |
| 1993      | Inspector Morse               | Michael Steppings  | díl: „Deadly Slumber“                                  |
| 1994      | Grushko                       | Poručík Grushko    | 3 díly                                                 |
| 1997      | Červený trpaslík              | Král               | díl: „Nachystejte květináče“                           |
| 1997      | Superman: The Animated Series | Earl Garver (hlas) | díl: „Two's a Crowd“                                   |
| 2000      | Nuremberg                     | Hermann Göring     | 2 díly                                                 |
| 2000      | Pohádky z celého světa        | Vypravěč (hlas)    | díl: „The Green Man of Knowledge: A Story of Scotland“ |
| 2001      | Frasier                       | Harry Moon         | 2 díly                                                 |
| 2005      | Danny Phantom                 | Pariah Dark (hlas) | díl: „Reign Storm“                                     |
| 2006      | Deadwood                      | Jack Langrishe     | 9 dílů                                                 |
| 2009      | Kings                         | Král Vesper Abedon | 3 díly                                                 |
| 2009      | Úlovek                        | Ozzy               | 4 díly                                                 |
| 2009      | Den trifidů                   | Dennis Masen       | díl: „Part Two“                                        |
| 2010      | Agatha Christie's Marple      | Lewis Serrocold    | díl: „They Do It With Mirrors“                         |
| 2010      | Pán času                      | Ood Elder (hlas)   | díl: „The End of Time“                                 |
| 2010      | Ve znamení raka               | Donald Tolkey      | díl: „Dva na cestě“                                    |
| 2012      | The Straits                   | Harry Montebello   | 10 dílů                                                |
| 2012      | A Touch of Cloth              | Bill Ball          | díl: „The First Case: Part Two“                        |
| 2013      | Bob Servant Independent       | Bob Servant        | 6 dílů                                                 |
| 2013      | Tooned                        | Vystupující (hlas) | díl: „The Grand Finale“                                |
| 2014      | Hra                           | "Tatínek"          | 6 dílů                                                 |
| 2014      | Shetland                      | Magnus Bain        | 2 díly                                                 |
| 2014      | Bob Servant                   | Bob Servant        | 3 díly                                                 |
| 2015      | Facka                         | Manolis Apostolou  | 7 dílů                                                 |
| 2016      | Penny Dreadful                | Jared Talbot       | 2 episodes                                             |
| 2016      | Vojna a mír                   | Mikhail Kutuzov    | 4 díly                                                 |
| 2016      | Medicejové                    | Bernardo Guadagni  | 8 dílů                                                 |
| 2017      | Městské legendy               | Marlon Brando      | díl: „Elizabeth, Michael, and Marlon“                  |
| 2018–2023 | Boj o moc                     | Logan Roy          | hlavní role                                            |
| 2019      | Good Omens                    | Death (hlas)       | 3 díly                                                 |

### Televizní filmy
| Rok  | Název                          | Role                  | Poznámky |
| ---- | ------------------------------ | --------------------- | -------- |
| 1970 | When We Dead Awaken            | Ulfhejm               |          |
| 1970 | Bothwell                       | James Hepburn         |          |
| 1983 | Král Lear                      | Vévoda z Burgundy     |          |
| 1984 | Pope John Paul II              | otec Gora             |          |
| 1985 | Florence Nightingaleová        | Dr. McGregor          |          |
| 1990 | Tajná zbraň                    | Andrew Neil           |          |
| 1991 | The Lost Language of Cranes    | Owen Benjamin         |          |
| 1991 | Červená liška                  | Geoffrey Harrison     |          |
| 1992 | The Cloning of Joanna May      | Carl May              |          |
| 1993 | Sharpovi střelci               | Major Michael Hogan   |          |
| 2000 | Zeměpisná délka                | Lord Morton           |          |
| 2005 | Blue/Orange                    | Dr. Robert Smith      |          |
| 2008 | Barva kouzel                   | Vypravěč (hlas)       |          |
| 2010 | On Expenses                    | Michael Martin MP     |          |
| 2011 | Zkáza lodi Laconia             | Kapitán Rudolph Sharp |          |
| 2013 | An Adventure in Space and Time | Sydney Newman         |          |

### Divadlo
| Rok     | Název                    | Role              | Poznámky                            |
| ------- | ------------------------ | ----------------- | ----------------------------------- |
| 1985    | Strange Interlude        | Edmund Darrell    | Nederlander Theatre, Broadway       |
| 1985    | Rat in the Skull         | Nelson            | The Public Theatre,mimo-Broadway    |
| 1987    | Titus Andronicus         | Titus             | Royal Shakespeare Company, Londýn   |
| 1997    | St. Nicholas             | Vystupující       | Bush Theatre, Londýn                |
| 1998    | St. Nicholas             | Vystupující       | 45th Street Theatre, Broadway       |
| 1998-99 | Art                      | Marc              | Royale Theatre, Broadway            |
| 1999    | St. Nicholas             | Kritik            | Matrix Theatre, Kalifornie          |
| 2000    | Dublin Carol             | John Plunkett     | The Old Vic, Londýn                 |
| 2006-07 | Rock 'n' Roll            | Max               | Divadlo Royal Court, Londýn         |
| 2007-08 | Rock 'n' Roll            | Max               | Bernard B. Jacobs Theatre, Broadway |
| 2011    | That Championship Season | Trenér            | Bernard B. Jacobs Theatre, Broadway |
| 2014    | The Weir                 | Jack              | Donmar Warehouse, Londýn            |
| 2019    | The Great Society        | Lyndon B. Johnson | Vivian Beaumont Theatre, Broadway   |

### Videohry
| Rok  | Název      | Role                               | Poznámky |
| ---- | ---------- | ---------------------------------- | -------- |
| 2003 | Manhunt    | Lionel "The Director" Starkweather |          |
| 2003 | Vexx       | Dark Yabu, Darby                   |          |
| 2004 | Killzone   | Scolar Visari                      |          |
| 2009 | Killzone 2 | Scolar Visari                      |          |
| 2011 | Killzone 3 | Scolar Visari                      |          |
| 2012 | Syndicate  | Jack Denham                        |          |